# Mark Brzezinski
Mark Francis Brzezinski, född 7 april 1965, är en amerikansk jurist, diplomat och utrikespolitisk expert som 2011 utnämndes till USA:s ambassadör i Sverige. Han är son till den polsk-amerikanske statsmannen Zbigniew Brzezinski och sonson till den polske diplomaten Tadeusz Brzeziński. Hans syster Mika Brzezinski är programledare för morgonprogrammet Morning Joe. I maj 2014 var Brzezinski en av deltagarna i matlagningsprogrammet Halv åtta hos mig på TV4.